# Pierino Gavazzi
Piermattia Gavazzi, detto Pierino (Provaglio d'Iseo, 4 dicembre 1950), è un ex ciclista su strada e dirigente sportivo italiano.
Professionista dal 1973 al 1992, ha vinto la Milano-Sanremo, la Parigi-Bruxelles, due Trofeo Laigueglia, cinque tappe al Giro d'Italia e tre Campionati italiani. È stato direttore sportivo della Amore & Vita-McDonald's dal 2006 al 2009.

## Carriera
Attivo negli anni settanta e anni ottanta, Gavazzi era uno sprinter capace di imporsi in volate di gruppo, ma anche uomo da classiche. Il suo palmarès è ricco di successi, tra cui cinque tappe al Giro d'Italia, la Milano-Sanremo 1980, davanti a Giuseppe Saronni e Jan Raas, e diverse semi-classiche italiane, fra cui la Coppa Placci del 1988, valida come campionato italiano, vinta a 38 anni.
Conclusa l'attività agonistica è stato direttore sportivo di squadre dilettantistiche. Dal 2006 al 2009 è stato direttore sportivo della Amore & Vita-McDonald's di Ivano Fanini; i suoi due figli Nicola Gavazzi e Mattia Gavazzi, inoltre, hanno entrambi corso nella categoria professionisti.

## Palmarès
- 1971 (dilettanti)

Circuito Mezzanese-Mezzana Bigli
- 1972 (dilettanti)

Coppa Limonta
Coppa dei Caduti
Milano-Asti
- 1974 (Jolly, una vittoria)

5ª tappa Giro d'Italia (Sapri > Taranto)
- 1975 (Jolly, tre vittorie)

1ª tappa, 2ª semitappa Volta a Catalunya (Barcellona > Tarragona)
3ª tappa Volta a Catalunya (Artesa de Segre > Camprodon)
7ª tappa, 1ª semitappa Volta a Catalunya (Manresa > Martorell)
- 1976 (Jolly, due vittorie)

Giro delle Marche
7ª tappa, 2ª semitappa Volta a Catalunya (Mataró > Sitges)
- 1977 (Jolly, tre vittorie)

2ª tappa Giro di Puglia (? > Ceglie Messapica)
Classifica generale Giro di Puglia
16ª tappa Giro d'Italia (Gemona del Friuli > Conegliano)
- 1978 (Zonca, quattro vittorie)

2ª tappa, 1ª semitappa Tour de Romandie (Yverdon-les-Bains > Murten)
20ª tappa Giro d'Italia (Inverigo > Milano)
Campionati italiani, Prova in linea
Milano-Torino
- 1979 (Zonca, due vittorie)

Trofeo Laigueglia
Giro di Campania
- 1980 (Magniflex, cinque vittorie)

Milano-Sanremo
2ª tappa Giro di Puglia (Putignano > Andria)
22ª tappa Giro d'Italia (Milano > Milano)
Parigi-Bruxelles
Giro di Romagna
- 1981 (Magniflex, quattro vittorie)

21ª tappa Giro d'Italia (Auronzo di Cadore > Arzignano)
Gran Premio Montelupo
Gran Premio Industria e Artigianato
Giro dell'Emilia
- 1982 (Atala, cinque vittorie)

4ª tappa Giro di Puglia (Canosa di Puglia > Martina Franca)
7ª tappa Tour de Suisse (Täsch > Etoy)
Tre Valli Varesine (valida come Campionato italiano, prova in linea)
Giro del Veneto
Giro dell'Emilia
- 1983 (Atala, tre vittorie)

Giro della Provincia di Reggio Calabria
4ª tappa Giro di Puglia (Vieste > Lucera)
5ª tappa Giro di Puglia (Canosa di Puglia > Martina Franca)
- 1984 (Atala, quattro vittorie)

Trofeo Pantalica
Tre Valli Varesine
Giro di Romagna
Gran Premio Industria e Commercio di Prato
- 1985 (Atala, tre vittorie)

Nizza-Alassio
Gran Premio Industria e Artigianato
Trofeo Matteotti
- 1987 (Remac, una vittoria)

5ª tappa Settimana Ciclistica Internazionale (Sciacca > Alcamo)
- 1988 (Fanini, una vittoria)

Coppa Placci (valida come Campionato italiano, prova in linea)
- 1989 (Polli, due vittorie)

Trofeo Laigueglia
Gran Premio Industria e Commercio di Prato

### Altri successi
- 1974 (Jolly)

Gran Premio di Cecina (Circuito)
- 1976 (Jolly)

Vigolo Marchese (Criterium)
- 1977 (Jolly)

Pralboino (Criterium)
- 1978 (Zonca)

Arma di Taggia (Circuito)
Gran Premio di Cecina (Circuito)
- 1980 (Magniflex)

Codogno (Criterium)
Turbigo (Criterium)
San Vendemiano (Circuito)
- 1981 (Magniflex)

Isola d'Elba (Criterium)
- 1982 (Atala)

Capo d'Orlando
Enna
Palermo
San Piero in Belvedere
- 1985 (Atala)

Bologna (Circuito)
- 1986 (Atala)

Gran Premio di Milazzo (Circuito)
- 1988 (Fanini)

San Pellegrino (Cronosquadre)
- 1989 (Polli)

Biban de Carbonera (Circuito)

## Piazzamenti

### Grandi Giri
- Giro d'Italia

1973: 85º
1974: ritirato (21ª tappa)
1975: 52º
1976: 68º
1977: 80º
1978: 63º
1979: 50º
1980: 56º
1981: 64º
1982: ritirato
1983: 98º
1984: 64º
1985: 48º
1986: 106º
1987: 71º
1988: 67º
1990: ritirato (16ª tappa)
- Tour de France

1975: non partito (15ª tappa)
1976: 63º

### Classiche monumento
- Milano-Sanremo

1973: 125º
1975: 34º
1976: 18º
1977: 6º
1978: 26º
1979: 52º
1980: vincitore
1981: 10º
1983: ritirato
1984: 24º
1985: 11º
1986: 65º
1987: 21º
- Giro delle Fiandre

1981: 16º
1982: ritirato
1984: 33º
1987: 61º
- Parigi-Roubaix

1983: 25º
1984: ritirato
- Liegi-Bastogne-Liegi

1976: 17º
1980: ritirato
- Giro di Lombardia

1979: 17º
1981: 27º
1982: 41º
1984: 32º
1988: ritirato

### Competizioni mondiali
- Campionati del mondo

Nürburgring 1978 - In linea: 20º
Sallanches 1980 - In linea: ritirato
Praga 1981 - In linea: 10º
Goodwood 1982 - In linea: 9º
Barcellona 1984 - In linea: 28º
Giavera del Montello 1985 - In linea: 19º
Ronse 1988 - In linea: ritirato